# Rußbach (Donau)
Der Rußbach bzw. Russbach ist ein kleiner Nebenfluss der Donau im Weinviertel Niederösterreichs.

## Lauf
Der Rußbach hat eine – gemessen an seiner an der Mündung immer noch geringen Durchflussmenge – beachtliche Länge von rund 71 km.
Er entspringt einer sumpfigen Senke südlich der Ortschaft Lachsfeld und westlich von Karnabrunn in einer Seehöhe von 300 m ü. A. und fließt durch Wetzleinsdorf – Würnitz – das Kreuttal – Schleinbach – Ulrichskirchen – Wolkersdorf – Obersdorf – Pillichsdorf – Großengersdorf – Deutsch-Wagram – Parbasdorf – Markgrafneusiedl – Leopoldsdorf im Marchfeld – Engelhartstetten.
Er mündet bei Hainburg in die Donau (ca. 140 m ü. A.).

## Nebenbäche
Der Rußbach hat ein Einzugsgebiet von 580,4 Quadratkilometern. Die größten Zuflüsse sind:
| Name                      | Mündungsseite | Mündungsort      | Einzugsgebiet in km² |
| ------------------------- | ------------- | ---------------- | -------------------- |
| Lachsfeldbach             | links         |                  | 003,7                |
| Bach von Kleinebersdorf   | links         | Wetzleinsdorf    | 011,7                |
| Großrußbach               | links         | Weinsteig        | 006,0                |
| Karnabrunner Graben       | rechts        | Weinsteig        | 002,5                |
| Hetzmannsdorfer Graben    | rechts        |                  | 003,7                |
| Würnitzer Bach            | rechts        | Ritzendorf       | 004,2                |
| Hornsburger Bach          | links         | Luisenmühle      | 005,6                |
| Hautzendorfer Bach        | links         | Unterolberndorf  | 049,0                |
| Schleinbach               | rechts        | Weinlandkreuz    | 006,1                |
| Riedenbach                | links         | Ulrichskirchen   | 005,2                |
| Münichsthaler Graben      | rechts        | Wolkersdorf      | 010,4                |
| Mühlbach                  | links         | Helmahof         | 057,0                |
| Marchfeldkanal            | rechts        | Deutsch-Wagram   | 104,5                |
| Graben bei Leopoldsdorf   | rechts        | Leopoldsdorf     | 002,3                |
| Graben bei Haringsee      | rechts        | Haringsee        | 005,5                |
| Bach bei Engelhartstetten | rechts        | Engelhartstetten | 046,0                |

## Geschichte

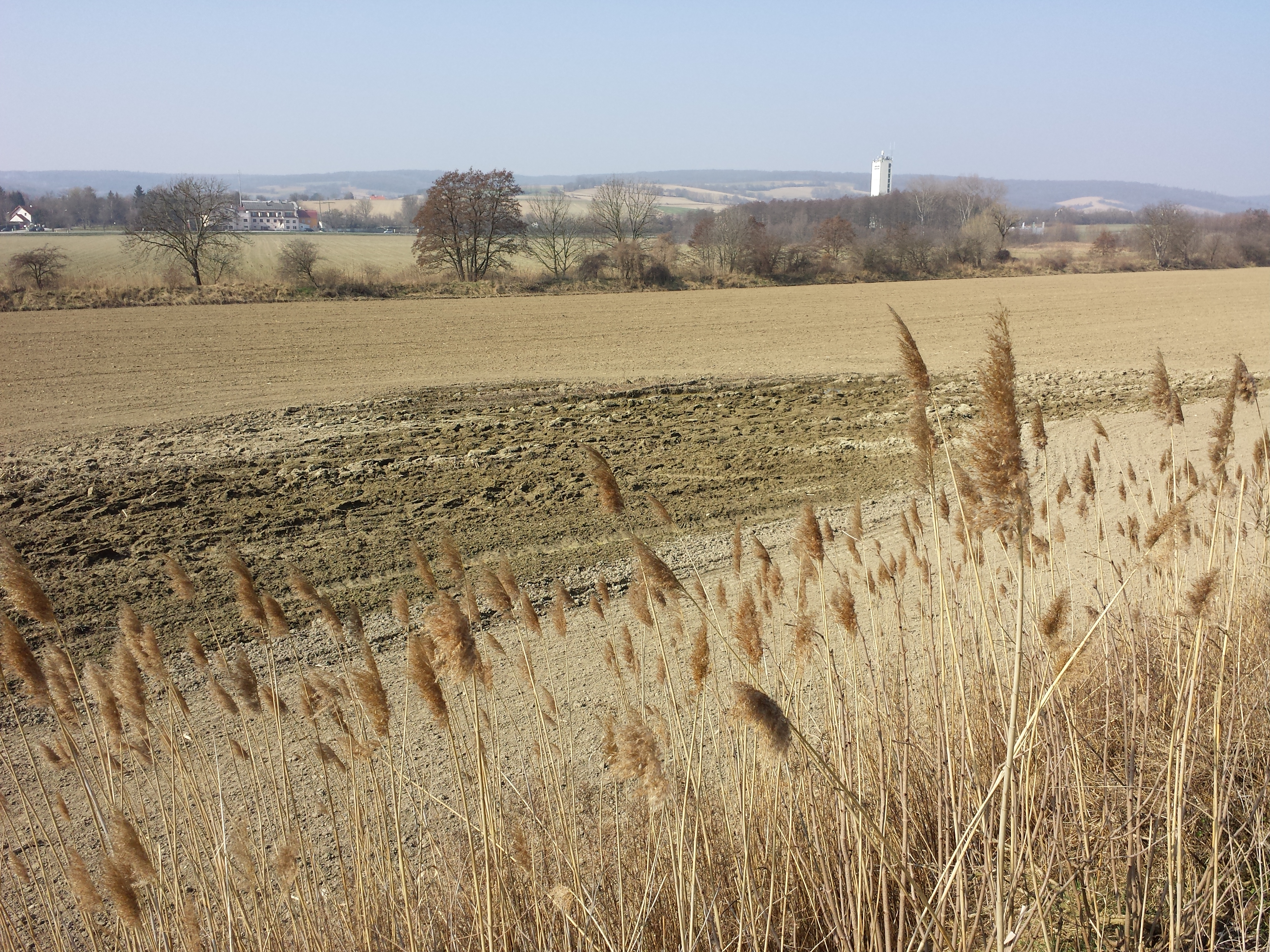
Feuchte Sutten in den Äckern und Schilf, so wie hier bei Kronberg, deuten auf die ehemaligen Feuchtgebiete, die den heute regulierten Russbach früher umgaben, hin.

Der Name leitet sich vom mittelhochdeutschen Begriff rust ab, was für die Baumgattung Ulme steht und sich auf die Uferbegleitvegetation bezieht.
Während des Preußisch-Österreichischen Krieges (1866) war der Rußbach Demarkationslinie zwischen den feindlichen Heeren.
Früher mäandrierte der Rußbach und war von ausgedehnten Feuchtgebieten umgeben. Ab dem Ende des 18. Jahrhunderts wurde damit begonnen, das Gewässer zu begradigen und abzusenken. Der Fluss wurde zu einem Abzugsgraben degradiert, dessen Aufgabe es ist, das Wasser möglichst schnell abzuleiten. Dies sollte einerseits die Siedlungen gegen Hochwässer schützen und vor allem eine intensivere landwirtschaftliche Nutzung des Flussumlands ermöglichen. Da Feuchtgebiete und Nebengewässer bei Hochwässern als Vorfluter dienen und die Hochwasserspitze in den gewässerabwärts gelegenen Orten dämpfen, wurde durch die Maßnahmen die Hochwassergefahr vielerorts im Gegenteil verschärft. Außerdem wurden wertvolle Lebensräume für inzwischen selten gewordene Tier- und Pflanzenarten zerstört und die Biodiversität reduziert. Ab Ende des 20. Jahrhunderts wurde versucht die ökologische und Hochwassersituation durch den Bau von Retentionsräumen, Gewässeraufweitung, Schaffung von Kleingewässern und Erhöhung der Strukturvielfalt in Flussbett und Uferbereich wieder zu verbessern. Seit 1992 wird der Rußbach über den Marchfeldkanal mit Donauwasser gespeist. Dadurch kam es zu einer deutlichen Hebung des Grundwasserspiegels im Marchfeld, und der Rußbach, der stellenweise bereits fast ausgetrocknet war, wurde sogar zu einem mit kleinen Booten befahrbaren Gewässer.
Siehe auch: Gewässer im Weinviertel